# UFC Fight Night: Капе vs. Алмабаев
UFC Fight Night: Kape vs. Almabayev (также известный как UFC Fight Night 253 и UFC Vegas 103 и UFC on ESPN+ 111) — турнир по смешанным единоборствам, организованный Ultimate Fighting Championship, который был проведён 1 марта 2025 года в спортивном комплексе «UFC Apex» в городе Энтерпрайз (часть мегаполиса Лас-Вегас), штат Невада, США.

## Подготовка турнира

### Главные события турнира

Первоначальный официальный постер турнира

Изначально в качестве заглавного события турнира был запланирован бой в наилегчайшем весе, в котором должны встретиться бывший претендент на титул чемпиона UFC в наилегчайшем весе американец Брэндон Ройвал (#1 в рейтинге) и бывший чемпион RIZIN в легчайшем весе португалец ангольского происхождения Манэл Капе (#6 в рейтинге). Официально было объявлено, что данный бой является претендентским, в котором будет определён следующий претендент титул чемпиона в наилегчайшем весе. Однако, 5 февраля стало известно, что Ройвал получил травму и бой будет отменён. Позже стало известно, что соперником Капе станет казах Асу Алмабаев (#6 в рейтинге), у которого на этом же турнире изначально был назначен, но отменился поединок со Стивом Эрцегом.
| Заглавное событие — Наилегчайший вес | Заглавное событие — Наилегчайший вес | Заглавное событие — Наилегчайший вес |
| --- | --- | ------------------------------------ |
| Манэл Капе | | Асу Алмабаев                         |
| MANUEL PEDRO GOMES «MANEL KAPE» «Starboy» (Звёздный парень) 31 год (14.11.1993) Рост 165 см, размах рук 173 см, вес 56,7 кг Гражданство: Происхождение: Место рождения: Луанда, Ангола Представляет: Пхукет, Таиланд / Порту, Португалия «AKA Thailand» Дебют в UFC — 06.02.2021 (с рекордом 15-4) Бонусы «Fight of the Night» (1) Чемпион Rizin в легчайшем весе (2019) Чемпион Knock Out Championship в легчайшем весе (2015) | АСУ АБАЙҰЛЫ АЛМАБАЕВ «Zulfikar» (Зульфикар) 31 год (25.01.1994) Рост 163 см, размах рук 165 см, вес 56,9 кг Гражданство: Происхождение: Место рождения: Жанаталап, Жамбылская область, Казахстан Представляет: Алма-Ата, Казахстан «DAR Pro Team Kazakhstan» Дебют в UFC — 05.08.2023 (с рекордом 17-2) Бонусы «Perfomance of the Night» (1) Чемпион Naiza Fighter Championship в наилегчайшем весе (2020) Временный чемпион M-1 Global в наилегчайшем весе (2019) |                                      |
| Последние бои: 14.12.2024, Бруну Силва (#12), TKO3 27.07.2024, Мухаммад Мокаев (#6), UDEC 10.09.2023, Фелипи дус Сантус (д), UDEC 17.12.2022, Давид Дворжак (#9), UDEC 04.12.2021, Жалгас Жумагулов, TKO1 | Последние бои: UDEC, Матеус Николау (#7), 19.10.2024 UDEC, Хосе Джонсон, 15.06.2024 UDEC, Си Джей Вергара, 09.03.2024 SUB2, Оди Осборн, 05.08.2023 (дебют в UFC) SUB2, Кенет Манингат, 26.11.2022 (Brave CF) |                                      |

### Анонсированные бои
| Бой | Весовая категория       | Участники боёв и их статистика перед боем (рекорд ММА / рекорд UFC / серия) | Участники боёв и их статистика перед боем (рекорд ММА / рекорд UFC / серия) | Участники боёв и их статистика перед боем (рекорд ММА / рекорд UFC / серия) | Участники боёв и их статистика перед боем (рекорд ММА / рекорд UFC / серия) | Участники боёв и их статистика перед боем (рекорд ММА / рекорд UFC / серия) | Участники боёв и их статистика перед боем (рекорд ММА / рекорд UFC / серия) | Участники боёв и их статистика перед боем (рекорд ММА / рекорд UFC / серия) | Участники боёв и их статистика перед боем (рекорд ММА / рекорд UFC / серия) | Участники боёв и их статистика перед боем (рекорд ММА / рекорд UFC / серия) | Участники боёв и их статистика перед боем (рекорд ММА / рекорд UFC / серия) | Участники боёв и их статистика перед боем (рекорд ММА / рекорд UFC / серия) | Участники боёв и их статистика перед боем (рекорд ММА / рекорд UFC / серия) |
|     |                         | Главный кард (Main Card, ESPN+)                                             |                                                                             |                                                                             |                                                                             |                                                                             |                                                                             |                                                                             |                                                                             |                                                                             |                                                                             |                                                                             |                                                                             |
| 1   | Наилегчайший вес        | Манэл Капе (Manel Kape)                                                     | #6                                                                          | 20-7                                                                        | 5-3                                                                         | +1                                                                          | vs.                                                                         | Асу Алмабаев (Asu Almabayev)▲                                               | #8 (7)                                                                      | 21-2                                                                        | 4-0                                                                         | +17                                                                         | [ 8 ]                                                                       |
| 2   | Средний вес             | Коди Брандейдж (Cody Brundage)                                              | CS                                                                          | 10-6 (1)                                                                    | 4-5 (1)                                                                     | -1                                                                          | vs.                                                                         | Джулиан Маркес (Julian Marquez)▲                                            | CS                                                                          | 9-5                                                                         | 3-4                                                                         | -3                                                                          | [ 9 ]                                                                       |
| 3   | Лёгкий вес              | Насрат Хакпараст (Nasrat Haqparast)                                         |                                                                             | 17-5                                                                        | 9-4                                                                         | +4                                                                          | vs.                                                                         | Эстебан Рибович (Esteban Ribovics)                                          | CS                                                                          | 14-1                                                                        | 3-1                                                                         | +3                                                                          | [ 10 ]                                                                      |
| 4   | Полулёгкий вес          | Хайдер Амиль (Hyder Amil)                                                   | CS                                                                          | 10-0                                                                        | 2-0                                                                         | +10                                                                         | vs.                                                                         | Вилльям Гомис (William Gomis)                                               |                                                                             | 14-2                                                                        | 4-0                                                                         | +12                                                                         | [ 11 ]                                                                      |
| 5   | Полусредний вес         | Дэнни Барлоу (Danny Barlow)                                                 | CS                                                                          | 9-0                                                                         | 2-0                                                                         | +9                                                                          | vs.                                                                         | Сэм Паттерсон (Sam Patterson)                                               | CS                                                                          | 12-2-1                                                                      | 2-1                                                                         | +2                                                                          | [ 12 ]                                                                      |
|     |                         | Предварительный кард (Prelims, ESPN+)                                       |                                                                             |                                                                             |                                                                             |                                                                             |                                                                             |                                                                             |                                                                             |                                                                             |                                                                             |                                                                             |                                                                             |
| 6   | Тяжёлый вес             | Остин Лейн (Austen Lane)                                                    | CS                                                                          | 13-5 (1)                                                                    | 1-2 (1)                                                                     | +1                                                                          | vs.                                                                         | Мариу Пинту (Mario Pinto)                                                   | д, CS                                                                       | 9-0                                                                         | -                                                                           | +9                                                                          | [ 13 ]                                                                      |
| 7   | Полулёгкий вес          | Рикарду Рамус (Ricardo Ramos)                                               |                                                                             | 17-6                                                                        | 8-5                                                                         | +1                                                                          | vs.                                                                         | Чепе Марискаль (Chepe Mariscal)                                             |                                                                             | 17-6                                                                        | 4-0                                                                         | +7                                                                          | [ 14 ]                                                                      |
|     | Промежуточный вес (140) | Дуглас Силва ди Андради (Douglas Silva de Andrade)▼                         | exT(14)                                                                     | 29-6 (1)                                                                    | 7-6                                                                         | -1                                                                          | vs.                                                                         | Джон Кастаньеда (John Castañeda)                                            | CS                                                                          | 21-7                                                                        | 4-3                                                                         | -1                                                                          | [ 15 ]                                                                      |
| 8   | Полулёгкий вес          | Дэнни Сильва (Danny Silva)                                                  | CS                                                                          | 9-1                                                                         | 1-0                                                                         | +3                                                                          | vs.                                                                         | Лукас Алмейда (Lucas Almeida)                                               | CS                                                                          | 15-3                                                                        | 2-2                                                                         | +1                                                                          | [ 16 ]                                                                      |
| 9   | Жен. минимальный вес    | Андреа Ли (Andrea Lee)                                                      | exT(6)                                                                      | 13-10                                                                       | 5-8                                                                         | -5                                                                          | vs.                                                                         | Джей Джей Олдрич (JJ Aldrich)                                               | TUF                                                                         | 13-7                                                                        | 9-6                                                                         | -1                                                                          | [ 17 ]                                                                      |
| 10  | Наилегчайший вес        | Чарльз Джонсон (Charles Johnson)                                            | #12                                                                         | 17-6                                                                        | 6-4                                                                         | +4                                                                          | vs.                                                                         | Рамазан Темиров (Ramazan Temirov)                                           |                                                                             | 18-2                                                                        | 1-0                                                                         | +10                                                                         | [ 18 ]                                                                      |
|     | Жен. минимальный вес    | Монтана де ла Роса (Montana De La Rosa)                                     | exT(5), TUF                                                                 | 13-9-1                                                                      | 6-5-1                                                                       | +1                                                                          | vs.                                                                         | Луана Каролина (Luana Carolina)▼                                            | CS                                                                          | 11-4                                                                        | 6-3                                                                         | +3                                                                          | [ 19 ]                                                                      |
|     |                         | Отменённые бои                                                              |                                                                             |                                                                             |                                                                             |                                                                             |                                                                             |                                                                             |                                                                             |                                                                             |                                                                             |                                                                             |                                                                             |
|     | Средний вес             | Коди Брандейдж (Cody Brundage)                                              | CS                                                                          | 10-6 (1)                                                                    | 4-5 (1)                                                                     | -1                                                                          | vs.                                                                         | Райан Лодер (Ryan Loder)▼                                                   | TUF(W)                                                                      | 7-1                                                                         | 1-0                                                                         | +3                                                                          | [ 20 ]                                                                      |
|     | Наилегчайший вес        | Асу Алмабаев (Asu Almabayev)                                                | #8 (7)                                                                      | 21-2                                                                        | 4-0                                                                         | +17                                                                         | vs.                                                                         | Стив Эрцег (Steve Erceg)                                                    | #9 (7), exП                                                                 | 12-3                                                                        | 3-2                                                                         | -2                                                                          | [ 21 ]                                                                      |
|     | Наилегчайший вес        | Брэндон Ройвал (Brandon Royval)▼                                            | #1, exП                                                                     | 17-7                                                                        | 7-3                                                                         | +2                                                                          | vs.                                                                         | Манэл Капе (Manel Kape)                                                     | #6                                                                          | 20-7                                                                        | 5-3                                                                         | +1                                                                          | [ 8 ]                                                                       |
|     | Наилегчайший вес        | Асу Алмабаев (Asu Almabayev)                                                | #8 (7)                                                                      | 21-2                                                                        | 4-0                                                                         | +17                                                                         | vs.                                                                         | Аллан Насименту (Allan Nascimento)▲                                         | CS                                                                          | 20-6                                                                        | 2-1                                                                         | +2                                                                          | [ 22 ]                                                                      |

Условные обозначения: #5 (1) — текущее (лучшее) место бойца в рейтинге, exЧ(В) — бывший чемпион (временный), exП(В) — бывший претендент на титул чемпиона (временного), exТ(3) — боец входил в рейтинг Топ-15 (лучшее место в рейтинге), д — дебютант, CS — боец участвовал в Претендентской серии Дэйны Уайта, RTU — боец участвовал в шоу Road To UFC, TUF — боец участвовал в шоу The Ultimate Fighter, TUF(W/F) — боец являлся победителем/финалистом The Ultimate Fighter, WEC/SF — боец выступал в WEC или Strikeforce до объединения этих организаций с UFC.

## Церемония взвешивания
Результаты официальной церемонии взвешивания бойцов перед турниром.
| Весовая категория и допустимый лимит в фунтах | Весовая категория и допустимый лимит в фунтах | Участники боёв и их вес в фунтах | Участники боёв и их вес в фунтах | Участники боёв и их вес в фунтах | Участники боёв и их вес в фунтах |
| --------------------------------------------- | --------------------------------------------- | -------------------------------- | -------------------------------- | -------------------------------- | -------------------------------- |
| Наилегчайший вес                              | 125 (+1)                                      | Манэл Капе                       | 126                              | Асу Алмабаев                     | 126                              |
| Средний вес                                   | 185 (+1)                                      | Коди Брандейдж                   | 186                              | Джулиан Маркес                   | 186                              |
| Лёгкий вес                                    | 155 (+1)                                      | Насрат Хакпараст                 | 156                              | Эстебан Рибович                  | 156                              |
| Полулёгкий вес                                | 145 (+1)                                      | Хайдер Амиль                     | 146                              | Вилльям Гомис                    | 146                              |
| Полусредний вес                               | 170 (+1)                                      | Дэнни Барлоу                     | 170,5                            | Сэм Паттерсон                    | 170,5                            |
| Тяжёлый вес                                   | 265 (+1)                                      | Остин Лейн                       | 249,5                            | Мариу Пинту                      | 246,5                            |
| Полулёгкий вес                                | 145 (+1)                                      | Рикарду Рамус                    | 146                              | Чепе Марискаль                   | 146                              |
| Промежуточный вес                             | 140 (+1)                                      | Дуглас Силва ди Андради          | 140                              | Джон Кастаньеда                  | 140                              |
| Полулёгкий вес                                | 145 (+1)                                      | Дэнни Сильва                     | 145,5                            | Лукас Алмейда                    | 148 *                            |
| Минимальный вес (женщины)                     | 115 (+1)                                      | Андреа Ли                        | 126                              | Джей Джей Олдрич                 | 126                              |
| Наилегчайший вес                              | 125 (+1)                                      | Чарльз Джонсон                   | 125                              | Рамазан Темиров                  | 125,5                            |
| Минимальный вес (женщины)                     | 115 (+1)                                      | Монтана де ла Роса               | -                                | Луана Каролина                   | - **                             |

[*] Лукас Алмейда не смог уложиться в лимит полулёгкой весовой категории (превышение 2 фунта) и будет оштрафован на 20% от гонорара в пользу соперника. Бой пройдёт в промежуточном весе 148 фунтов.
[**] Луана Каролина не вышла на взвешивание из-за проблем со сгонкой веса. Её поединок с Монтаной де ла Росой отменён.

## Результаты турнира
В главном бою вечера Манэл Капе победил Асу Алмабаева техническим нокаутом в 3-м раунде.
| Статистика поединка: | Статистика поединка: | Статистика поединка:                          | Статистика поединка:                          | Статистика поединка: | Статистика поединка: | Статистика поединка: | Статистика поединка: | Статистика поединка: | Статистика поединка: | Статистика поединка: | Статистика поединка: | Статистика поединка: | Статистика поединка: | Статистика поединка: | Статистика поединка: | Статистика поединка: | Статистика поединка: | Статистика поединка: |
| Участник             | Нокдауны             | Акцентрованные удары (по цели/всего/точность) | Акцентрованные удары (по цели/всего/точность) | По раундам           | По раундам           | По раундам           | По раундам           | По раундам           | По цели              | По цели              | По цели              | По позиции           | По позиции           | По позиции           | Тейкдауны            | Тейкдауны            | Контроль             | Попытка приема       |
| Участник             | Нокдауны             | Акцентрованные удары (по цели/всего/точность) | Акцентрованные удары (по цели/всего/точность) | 1Р                   | 2Р                   | 3Р                   | 4Р                   | 5Р                   | Голова               | Корпус               | Ноги                 | Дистанция            | Клинч                | Партер               | Тейкдауны            | Тейкдауны            | Контроль             | Попытка приема       |
| -------------------- | -------------------- | --------------------------------------------- | --------------------------------------------- | -------------------- | -------------------- | -------------------- | -------------------- | -------------------- | -------------------- | -------------------- | -------------------- | -------------------- | -------------------- | -------------------- | -------------------- | -------------------- | -------------------- | -------------------- |
| Манэл Капе           | 0                    | 61/115                                        | 53%                                           | 19/40                | 14/27                | 28/48                | -                    | -                    | 47/95                | 11/17                | 3/3                  | 46/94                | 9/15                 | 6/6                  | 0/1                  | 0%                   | 0:29                 | 0                    |
| Асу Алмабаев         | 0                    | 40/80                                         | 50%                                           | 14/28                | 18/40                | 8/12                 | -                    | -                    | 19/55                | 13/17                | 8/8                  | 38/77                | 2/3                  | 0                    | 0/6                  | 0%                   | 0:00                 | 0                    |

| Бой    | Весовая категория         | Результат боя        | Результат боя    | Результат боя | Результат боя | Результат боя | Результат боя   | Результат боя | Способ победы                                 | Раунд | Время | Рефери в ринге |
|        |                           | Главный кард         |                  |               |               |               |                 |               |                                               |       |       |                |
| Бой 10 | Наилегчайший вес          |                      | Манэл Капе       | #6            | поб.          |               | Асу Алмабаев    | #8            | Технический нокаут (удары коленями и руками)  | 3     | 2:16  | Майк Белтран   |
| Бой 9  | Средний вес               |                      | Коди Брандейдж   |               | поб.          |               | Джулиан Маркес  |               | Технический нокаут (кросс справа и добивание) | 1     | 4:45  | Марк Смит      |
| Бой 8  | Лёгкий вес                |                      | Насрат Хакпараст |               | поб.          |               | Эстебан Рибович |               | Раздельное решение (29–28, 28–29, 29–28)      | 3     | 5:00  | Джейсон Херцог |
| Бой 7  | Полулёгкий вес            |                      | Хайдер Амиль     |               | поб.          |               | Вилльям Гомис   |               | Раздельное решение (29–28, 28–29, 29–28)      | 3     | 5:00  | Крис Тоньони   |
| Бой 6  | Полусредний вес           |                      | Сэм Паттерсон    |               | поб.          |               | Дэнни Барлоу    |               | Нокаут (хук справа и добивание)               | 1     | 3:10  | Майк Белтран   |
|        |                           | Предварительный кард |                  |               |               |               |                 |               |                                               |       |       |                |
| Бой 5  | Тяжёлый вес               |                      | Мариу Пинту      | д             | поб.          |               | Остин Лейн      |               | Нокаут (хук справа)                           | 2     | 0:39  | Марк Смит      |
| Бой 4  | Полулёгкий вес            |                      | Чепе Марискаль   |               | поб.          |               | Рикарду Рамус   |               | Единогласное решение (30–27, 30–27, 30–27)    | 3     | 5:00  | Джейсон Херцог |
| Бой 3  | Промежуточный вес (148) * |                      | Дэнни Сильва     |               | поб.          |               | Лукас Алмейда   |               | Раздельное решение (29–28, 28–29, 29–28)      | 3     | 5:00  | Майк Белтран   |
| Бой 2  | Жен. минимальный вес      |                      | Джей Джей Олдрич |               | поб.          |               | Андреа Ли       |               | Единогласное решение (30–27, 30–27, 29–28)    | 3     | 5:00  | Крис Тоньони   |
| Бой 1  | Наилегчайший вес          |                      | Рамазан Темиров  |               | поб.          |               | Чарльз Джонсон  | #12           | Единогласное решение (29–28, 29–28, 29–28)    | 3     | 5:00  | Джейсон Херцог |

Официальные судейские карточки турнира.

## Награды
Следующие бойцы были удостоены денежного бонуса в размере $50,000:
- Лучший бой вечера: Насрат Хакпараст - Эстебан Рибович
- Выступление вечера: Манэл Капе и Мариу Пинту